# Lidia Kozubek
Lidia Kozubek (19 de enero de 1927- 13 de octubre de 2015) fue una profesora y pianista polaca.

## Biografía
Estudió piano y realizó su monografía sobre el pianista italiano Arturo Benedetti Michelangeli. Fue condecorada con la Orden Polonia Restituta. Falleció el 13 de octubre de 2015 a los 88 años.